# Троица

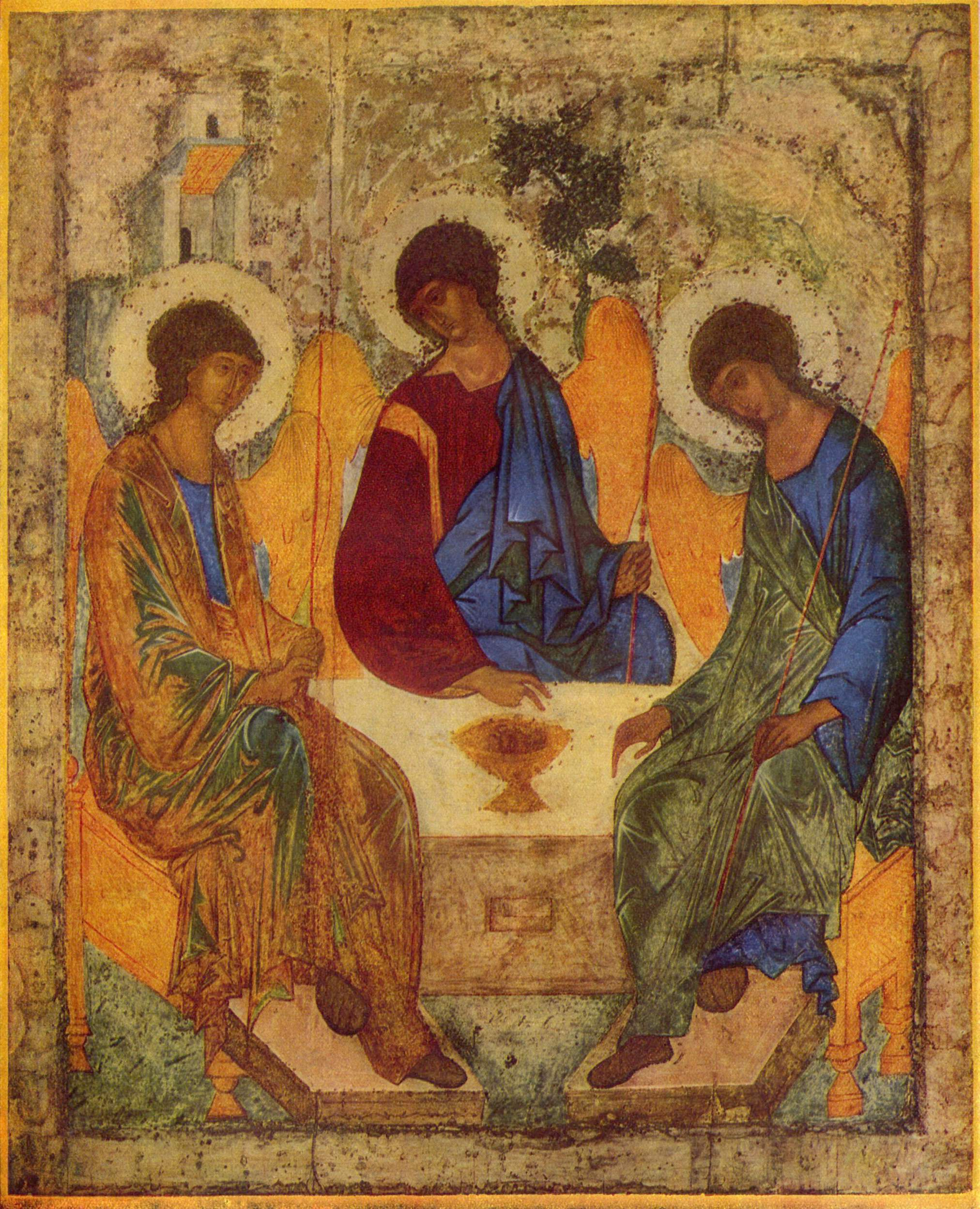
Троица, или Гостеприимство Авраама, икона Андрея Рублёва, около 1422—1427

Тро́ица, Святая Троица, Пресвятая Троица (др.-рус. и ст.‑слав. троица, калька др.-греч. Τριάς; само славянское слово от праслав. корня; греч. Τριάς, род. п. Τριάδος, лат. Trinitas) — в христианстве Бог, имеющий единую (одну) сущность (природу) или единое (одно) существо, но бытие которого является личностным отношением трёх Лиц (Ипостасей), нераздельных и неслиянных: Бога Отца — безначального Первоначала, Бога Сына — Логоса — абсолютного Смысла (воплотившегося в Иисусе Христе) и Бога-Святого Духа — животворящего начала. Центральный догмат христианского учения. Учение о Троице (триадология) — важнейшее в христианстве. Ввиду концепции Троицы монотеизм в христианстве (в отличие от иудаизма и ислама) является компромиссным: единый Бог имеет три Лица (Ипостаси). Впервые термин «Троица» засвидетельствован у сирийского епископа Феофила Антиохийского (II век).
Христианская концепция Бога опирается на ветхозаветный образ, привнося в него такие элементы, как учение о троичности единого Бога, учение о Воплощении Иисуса Христа и переосмысление этого образа в терминах греческой философии. Определённым образом истолковывая некоторые библейские тексты, христианское учение утверждает, что свидетельства о троичности Бога присутствуют прикровенно (не явно) в Ветхом Завете, а также имеются свидетельства об этом в Новом Завете. Учение о Троице наиболее полно раскрыли в IV веке святители Григорий Богослов, Василий Великий и Афанасий Великий. На Первом (325) и Втором (381) вселенских соборах Церкви был сформирован Никео-Константинопольский символ веры — краткое изложение сути триадологического учения в рамках домостроительства спасения мира. Ветхозаветное понимание живого Бога с возможностью личного общения с ним связано со сформулированной Августином «психологической» интерпретацией Троицы в качестве вечного самопознания и любви Бога.
Лица обладают равным достоинством и вечно едины во взаимной любви. Отец — безначальный и вечный источник бытия Сына и Духа; Сын предвечно и вне времени рождаемый от Отца; Дух предвечно и вневременно исходящий от Отца. Ипостасным свойством Отца является нерождённость, свойством Сына — рождение, свойством Духа — исхождение. Термины «рождение» и «исхождение» относятся к различному порядку вечного ипостасного происхождения Сына и Духа, они не должны толковаться буквально. При этом в Боге нет множественности: святитель Григорий Богослов говорил, что «каждая из них [Ипостасей], созерцаемая особо… есть Бог и все три созерцаемые вместе, есть также один Бог». В каждом божественном действии участвуют все Лица согласно со своими ипостасными особенностями. Никакие божественные акты, включая сотворение мира, Боговоплощение, спасение, не меняют сущность Троицы. В христианском богословии поэтому считается, что тайна Троицы является непостижимой; богословие не объясняет её. Считается, на высших ступенях духовной жизни подвижники удостаиваются созерцания Троицы.
Напряжённость параллелизма единосущности и ипостасности Бога привела к разнообразию интерпретаций в соотношении его трёх ликов Божьих, прежде всего вопрос филиокве, а также к формированию антитринитаризма и унитаризма. В богословии западного христианства постепенно распространилось представление, что Святой Дух исходит не только от Бога Отца, но и от Бога Сына в качестве реальности соединяющей их любви. Начиная с VI века, с Толедских соборов католики включили в Никео-Цареградский символ веры прибавление лат. Filioque («и от Сына»). Это нововведение стало одним из существенных препятствий церковного общения православных и католиков.
Учение о Триедином Боге (тринитарный догмат) признаётся подавляющим большинством современных христианских конфессий.

## Особенности
Представления, что на божественном уровне бытия троичность и единичность в определённом смысле тождествены, присутствуют не только в христианства, но составляют устойчивый мотив разных религиозно-мифологических систем: в индуистской мифологии известны Тримурти — триединство богов Брахмы, Шивы и Вишну; древнеегипетские мифы и культы знали большое число групп божеств по три или по девять (9 = 3x3); древнегреческая мифология — образы трёх мойр, трёх или девяти муз, трёхликой Гекаты; римский культ включал представления о «семейных» триадах богов — Юпитер, Юнона, Минерва и Церера, Либера, Либер и др.
Однако Ипостаси (Лица) христианской Троицы имеют отличия от языческих триад: они не являются взаимозаменимыми двойниками или масками единой безличной стихии, их единство не является рядоположностью, слитностью, неразличенностью личностей, которые не окончательно вычленены из родового сообщества богов. Лица Троицы имеют полную взаимную проницаемость, которая есть чисто личное отношение любви, по причине их полного личного самостояния и наоборот. Триады язычества составляют взаимопереход стихий, Лица христианской Троицы — взаимоотражение личностей; первые — двойничество, вторые — диалог (тихая беседа без слов между собеседниками, целиком раскрытыми один другому в жертвенной самоотдаче является темой «Троицы» Андрея Рублёва).
Троица не является последовательностью нисходящих ступеней абсолюта, в отличие от философской триады неоплатонизма. Христианские Лица равночестны друг другу. Все три Лица участвуют в сотворении и бытии космоса по такой формуле: всё исходит от Бога Отца (поскольку наделяется от него бытием), через Бога Сына (потому что устроено посредством его оформляющей энергии смысла) и в Святом Духе (потому что получает от него жизненную целостность).

## Учение Церкви

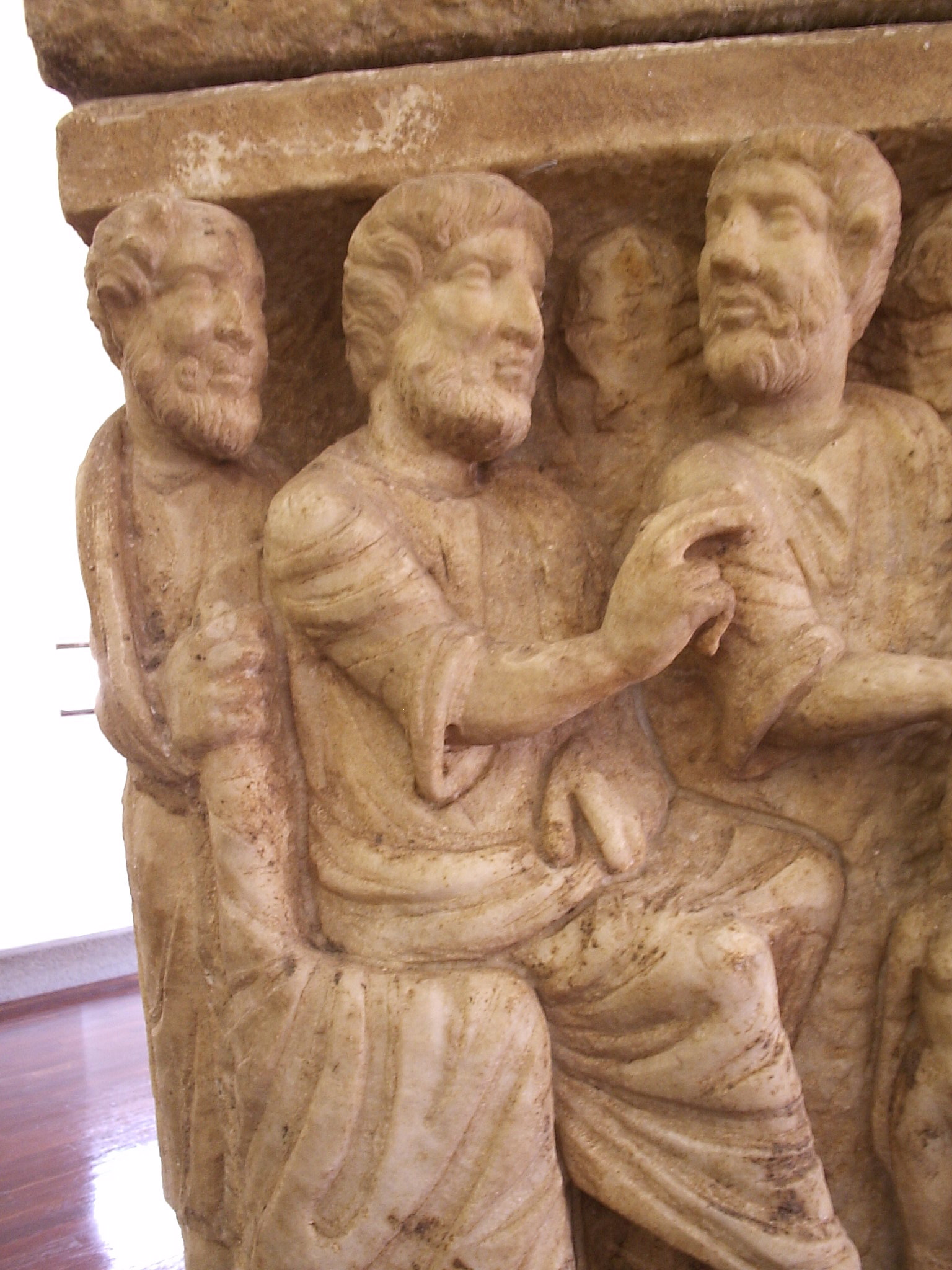
Деталь самого раннего известного изображения Троицы, Догматический или Троицкий саркофаг, около 350 (Музеи Ватикана): три одинаковые фигуры, представляющие Троицу, участвуют в создании Евы

Термин «Троица» отсутствует в текстах книг Ветхого и Нового Заветов; учение Церкви о Троице есть плод христологии, то есть учения об Иисусе Христе как Богочеловеке, и появляется  в трудах святых Отцов и Учителей Церкви. Впервые в христианском богословии термин «Троица» употребил во II веке святой Феофил Антиохийский в своём сочинении «Против Автолика»: «Три дня, которые были прежде создания светил, суть образы Троицы, Бога и Его Слова и Его Премудрости». К середине IV века, после отвержения ряда ересей и благодаря трудам отцов–каппадокийцев Василия Великого, Григория Богослова, Григория Нисского, Церковью была выработана единая тринитарная терминология.
Учение о Триедином Боге содержит три положения:
1) Бог троичен и троичность состоит в том, что в Боге Три Лица (Ипостаси, Личности): Отец, Сын, Святой Дух.
2) Каждое Лицо Пресвятой Троицы есть Бог, но Они суть не три Бога, а суть единое Божественное существо.
3) Все три Лица отличаются личными, или ипостасными свойствами.
Пресвятую Троицу Церковь исповедует единосущной и нераздельной (греч. Τριάδα ομοούσιος και αχώριστος): Отец, Сын и Святой Дух суть три самостоятельных Божественных Лица, обладающие всеми божественными совершенствами, но не суть три особые отдельные существа, но Единый Бог; они имеют единое и нераздельное Божеское естество в совершенстве и всецело. Троица есть высшее единство в любви.
Никео-Цареградский Символ, принятый Церковью в 381 году на Втором Вселенском соборе, утверждает веру в то, что:
- Отец ни от кого не рождается и ни от кого не исходит;
- Сын предвечно рождается от Бога Отца;
- Святой Дух предвечно исходит от Бога Отца.

Иоанн Дамаскин († ок. 753) так описывает сущность Триединого Бога:

Как огонь и происходящий от него свет существуют вместе, — не прежде бывает огонь, а потом уже свет, но огонь и свет вместе, — и как свет всегда рождается от огня и всегда в нём пребывает и отнюдь от него не отделяется: так рождается и Сын от Отца, никак не отделяясь от Него.

Православное вероучение утверждает монархию (единоначалие) Бога Отца, то есть Бог Отец является источником Бога Сына и Святого Духа. При этом она не означает подчинение Богу Отцу Бога Сына и Святого Духа, так как Сын и Святой Дух являются самостоятельными Личностями и обладают всем, что присуще по природе Отцу, кроме свойства Его нерождённости (непроисхождение ни от какого другого начала). У всех Лиц Пресвятой Троицы одна всеблагая воля, одна сила и власть. Бог Отец является Источником воли и действия Святой Троицы, совершителем — Бог Сын, Который действует посредством Святого Духа. Согласно Василию Великому († 379), «Отец, имеющий совершенное и ни в чем не скудное бытие, есть корень и источник Сына и Святого Духа». В Западной (Римской) церкви в XI веке было официально принято добавление к Никео-Цареградскому Символу: об исхождении Святого Духа не только от Бога Отца, но «от Отца и Сына» (Филиокве).
Святитель Афанасий Александрийский утверждал, что Святая Троица нераздельна по естеству, и едино Её действие.

«Бог есть свет, и нет в Нем никакой тьмы» (1Ин. 1:5). Бог Отец не рождается и не исходит от другого Лица; Сын Божий предвечно рождается от Бога Отца; Дух Святый предвечно исходит от Бога Отца. Все три Лица по существу и свойствам совершенно равны между собой. Христос — Единородный Сын Божий, рождён «прежде всех век», «свет от света», вечно с Отцом, «единосущен Отцу». Всегда был и есть Сын, как и Святой Дух, Через Сына всё сотворено; «Им же вся быша, и без Него ничтоже бысть, еже бысть» (Ин. 1:3). Бог Отец всё творит Словом, то есть Единородным Сыном Своим, при воздействии Духа Святого: «В начале было Слово, и Слово было у Бога, и Слово было Бог» (Ин. 1:1). Отец никогда не был без Сына и Духа Святого: «Прежде нежели был Авраам, Аз есмь» (Ин. 8:58).
— Митрополит Макарий (Булгаков). Православно-догматическое богословие. — СПб., 1868.
Святые Отцы утверждали, что Бог есть Троица, так как именно троичные отношения совершенны, преодолевают противоположение и не устремляются к неуместной множественности.

## Указания на троичность Бога согласно христианству

### Ветхий Завет
Согласно христианскому богословию, с полной определённостью учение о троичном Боге открыто лишь в Новом Завете, но зачатки его христианские богословы находят в ветхозаветном откровении. В частности, в самом первом стихе Библии (Быт. 1:1) употреблено слово אלהים‎ (Элохи́м), обозначающее «Бог», дословно «Бо́ги» (во множественном числе). Другое ветхозаветное имя Бога «Адонай» (также во множественном числе) — субституция древнееврейского тетраграмматона — переводится в Синодальном переводе как «Господь».
Так же прикровенно на троичность Лиц в Боге указывают фразы:

И сказал Бог: сотворим человека по образу Нашему [и] по подобию Нашему
— Быт. 1:26

И сказал Господь Бог: вот, Адам стал как один из Нас
— Быт. 3:22

И сказал Господь: вот, один народ, и один у всех язык; и вот что начали они делать, и не отстанут они от того, что задумали делать; сойдём же и смешаем там язык их, так чтобы один не понимал речи другого. И рассеял их Господь оттуда по всей земле
— Быт. 11:6—8
Ярким проявлением троичности Божества считается явление «трёх мужей» Аврааму у дубравы Мамре: «И явился ему Господь у дубравы Мамре, когда он сидел при входе в шатёр, во время зноя дневного. Он возвёл очи свои и взглянул, и вот, три мужа стоят против него» (Быт. 18:1). При этом Авраам к трём обращается как к одному: «Владыка! если я обрёл благоволение пред очами Твоими, не пройди мимо раба Твоего».
В разные эпохи сюжет гостеприимства Авраамова получал различные толкования, к IX—X векам, в связи с богослужебной реформой Восточной церкви, преобладающей стала точка зрения, согласно которой явление Аврааму троих ангелов символически раскрывало образ единосущного и триипостасного Бога — Святой Троицы. Это представление отразилось в появившихся в то время песнопениях (канон Климента Студита в Неделю святых отец, канон Иосифа Песнописца в Неделю праотец, каноны Митрофана Смирнского для воскресной полунощницы). Тем не менее, образцов, созданных до XIV века и представляющих в образе Троицы Бога единосущного и триипостасного, известно немного.
Следующим указанием на троичность лиц Бога находим в шестой главе книги пророка Исаии:

И услышал я голос Господа, говорящего: кого Мне послать? и кто пойдёт для Нас? И я сказал: вот я, пошли меня. И сказал Он: пойди и скажи этому народу
— Ис. 6:8—9
При этом серафимы, стоявшие вокруг Господа, трижды взывали:

Свят, Свят, Свят Господь Саваоф! вся земля полна славы Его!
— Ис. 6:3
Троичность Бога в Ветхом Завете видят и в других выражениях, например, в формуле священнического благословения:

да призрит на тебя Господь светлым лицем Своим и помилует тебя! да обратит Господь лице Своё на тебя и даст тебе мир!
— Чис. 6:25—26

Бог богов Господь, Бог богов Господь, Он знает, и Израиль да знает!
— Нав. 22:22
Указания на божественного Христа и Святого Духа христиане видят в учении об Ангеле Яхве (Ангел Иеговы; Быт. 16:7 сл.; Быт. 22:15, Быт. 22:12; Быт. 31:11 сл.; Исх. 3:2 сл.), ангеле Завета (Мал. 3:1), имени Божием, обитающем во Храме (3Цар. 8:29; 3Цар. 9:3; 4Цар. 21:4), славе Божией, наполняющей Храм (3Цар. 8:11; Ис. 6:1) и в особенности о Духе Божием, исходящим от Бога, наконец, о Самом Мессии (Ис. 48:16; Ис. 61:1; Зах. 7:12).

### Новый Завет

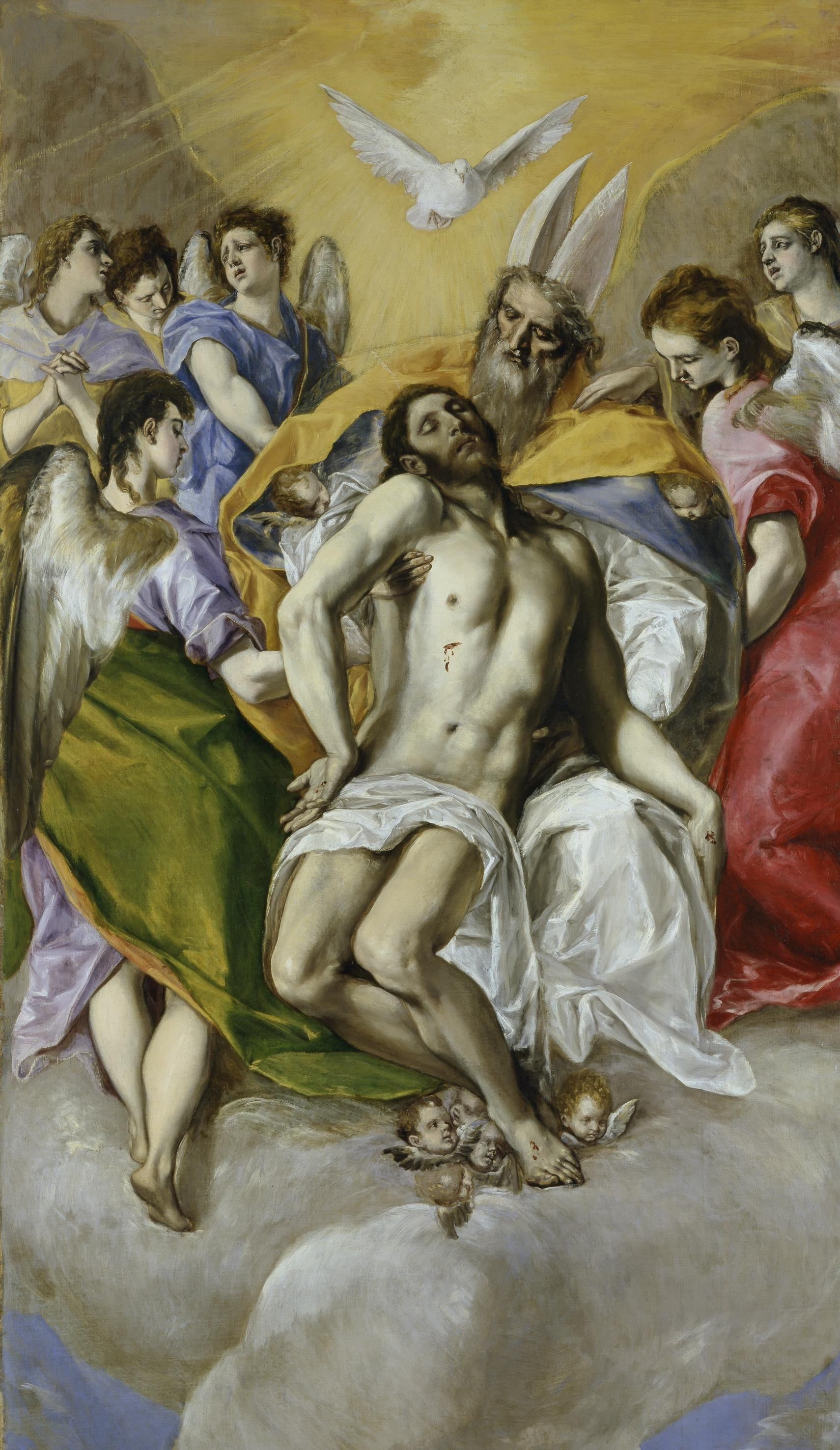
Троица. Эль Греко, Музей Прадо, Мадрид

В откровении новозаветном прежде всего имеет значение свидетельство Самого Христа о своём богосыновстве. В Христианском представлении, это последнее не может быть истолковано в смысле только указания на сыновство в религиозном или теократическом смысле: метафизическая основа сыновства совершенно очевидна. Одним из яснейших указаний на эту последнюю могут служить слова установления таинства крещения (Мф. 28:19), в которых воскресший Христос поставляет Себя наряду с Отцом и Святым Духом, как равную Им Личность (Ин. 14:28; Флп. 2:6). По смыслу данных слов, все люди должны стоять в такой же религиозной зависимости от Сына, в какой они находятся от Отца. Этот вывод не может быть устранён ни предположением, что Сын и Святой Дух должны рассматриваться только как подчинённые посредствующие лица, служащие божественному откровению, ни предположением, что они только преходящие формы откровения единого Бога. В первом случае необходимо было бы ожидать предлогов εν и διά (в и через); против второго предположения говорит то, что этот единый Бог не назван, и кроме того самое крещение «во имя» предполагает поставление крещающегося в личное отношение к Тому, во имя Кого оно совершается. Следовательно, и Сын, подобно Отцу и Духу, должен иметь непреходящее значение. Наряду с формулой крещения должны быть поставлены такие места, как Ин. 8:56 и Ин. 17:5, в которых несомненно утверждается мысль о домирном бытии Христа в самом существе Божием, а не о существовании Его только в предвечном совете Бога.
На основе самосвидетельства Христа раскрывают учение о Его существе и отношении к Богу и апостолы. В этом случае, естественно, они должны были обращаться и к ветхозаветному откровению (1Кор. 10:4; 1Пет. 1:11; 1Ин. 1:1; Кол. 1:15; Евр. 1:3). Ещё чаще в учении апостольском выступает на вид отношение Христа к творению. «Рождённый прежде всякой твари» (Кол. 1:15), Христос является не только Посредником, через Которого создано все, и земное и небесное (Ин. 1:3; 1Кор. 8:6; Кол. 1:16), но и вечным жизненным Принципом мира (Ин. 1:4) и его Владыкою, держащим все словом силы своей (Евр. 1:3). Как и эти последние предикаты, так и другие названия, прилагаемые ко Христу: Сын Божий, единородный, собственный, первородный, — и выражают мысль о домирном бытии, — указывают ещё с полною определённостью, насколько Искупитель может быть назван Сыном Божиим независимо от человеческого фактора; они не исключают ещё со всею решительностью возможности представления, что Бог действовал и обитал во Христе.
К более ясному пониманию божественного существа Христа ведут чисто тринитарные места, как Рим. 11:36; 1Кор. 8; 12:4. Сопоставление здесь Христа со Святым Духом ясно указывает уже на имманентные Его отношения к Богу. Если Святой Дух представляется здесь не связанным с каким-либо человеческо-историческим фактором, то и Христос, следовательно, раз Он сопоставляется с Отцом и Духом, должен мыслиться как имеющий и основу своей Личности во внутреннейшей жизни Божества. Со всею определённостью выражается мысль о божественном существе Спасителя в названии Его Словом, Логосом. Высокое значение этого термина состоит в том именно, что он означает личность Искупителя по чисто божественной лишь стороне, независимо от фактора человеческого. Независимо от явления во плоти, Слово от начала было у Бога и Само было Богом (Ин. 1:1, 2, Ин. 1:14). Божественная природа личности Христа ставится данным учением выше всякого сомнения. Неудивительно, поэтому, что когда церковная теология поставила себе задачу точнее определить отношение Христа ко внутреннейшей жизни Бога, она избрала на первых порах этот термин, как наиболее подходящий для обозначения божественной стороны в Спасителе, независимо от человеческой.
Библия нигде не использует термин «Троица», «триединство» или что-либо подобное. Есть только два текста, которые «определяют» Троицу. «Итак идите, научите все народы, крестя их во имя Отца и Сына и Святого Духа…» (Мф. 28:19) и «Ибо три свидетельствуют на небе: Отец, Слово и Святый Дух; и Сии три суть едино» (1Ин. 5:7, известен как «Иоаннов стих», и его аутентичность оспаривается).

## История формулирования тринитарного догмата

### Доникейский период
Начало богословскому раскрытию догмата Троичности полагает святой Иустин Философ (ум. 166). В слове «Логос» Иустин находит эллино-философский смысл «разума». В этом смысле Логос является уже чисто имманентным божественным принципом. Но так как предметом божественного мышления у Иустина односторонне представляется лишь внешний мир, то и исходящий от Отца Логос становится в сомнительное отношение к миротворению. «Сын рождается, когда Бог в начале все создал через Него». Рождение Сына, следовательно, хотя и предваряет творение, но находится с ним в тесном соотношении и представляется совершающимся перед самым творением; а так как причиною рождения представляется воля Отца, и Сын называется служителем этой воли, то Он становится в отношение решительной субординации — έν δευτέρα χώρα (на втором месте). В этом воззрении можно уже усмотреть ошибочные направления, в борьбе с которыми в конце концов совершилось надлежащее раскрытие догмата. И иудейско-религиозное воззрение, воспитанное на ветхозаветном откровении, и греческо-философское одинаково тяготели к признанию абсолютной монархии в Боге. Различие заключалось лишь в том, что иудейский монотеизм выходил из понятия о единой божественной воле, а философское умозрение (нашедшее своё завершение в неоплатонизме) понимало абсолютное бытие в смысле чистой субстанции.

#### Постановка проблемы
Христианское учение об Искупителе, как воплотившемся Сыне Божием, ставило богословскому умозрению трудную задачу: как примирить учение о божественной природе Христа с признанием абсолютного единства Божества. В решении этой задачи можно было пойти двояким путём. Выходя из понятия о Боге как субстанции, можно было пантеистически или деистически представить Логос причастным к божественному бытию; исходя из понятия Бога, как личной воли, можно было мыслить Логос как подчинённое этой воле орудие. В первом случае представлялась опасность превратить Логос в безличную силу, в простой принцип, неотделимый от Бога; во втором случае Логос являлся отдельною от Бога-Отца личностью, но переставал быть причастником внутренней божественной жизни и существа Отца. Отцами и учителями доникейского периода надлежащей постановки данного вопроса дано не было. Вместо выяснения внутреннего, имманентного отношения Сына к Отцу, они останавливались более на выяснении отношения Его к Миру; недостаточно раскрывая мысль о самостоятельности Сына, как отдельной божественной ипостаси, они слабо оттеняли мысль о полном Его единосущии с Отцом. Те два течения, которые замечаются у Иустина, — с одной стороны, признание имманентности и равенства Сына с Отцом, с другой, решительное поставление Его в подчинение Отцу, — ещё в более резкой форме наблюдаются и у них. За исключением святителя Иринея Лионского, все писатели данного периода до Оригена в раскрытии учения об отношении Сына к Отцу держатся теории различия Λόγος ένδιάθετος и Λόγος προφορικός — Слова внутреннего и Слова произнесённого. Так как эти понятия заимствованы были из философии Филона, где они имели характер не чисто богословских, а скорее космологических понятий, то и церковные писатели, оперируя с этими понятиями, обращали более внимания на последнюю — космологическую их сторону. Произнесение Отцом Слова, понимаемое как рождение Сына, мыслится ими не как момент внутреннего самооткровения Бога, а как начало откровения ad extra. Основание для этого рождения полагается не в самом существе Бога, а в Его отношении к миру, причём самое рождение представляется делом воли Отца: восхотел Бог сотворить мир и родил Сына — произнёс Слово. Ясного сознания той мысли, что рождение Сына есть не только generatio aeterna (поколение вечных), но и sempiterna (всегда настоящее) у этих писателей не выражено: рождение представляется актом предвечным, но совершающимся, так сказать, на границе конечного жития. С этого момента рождения Логос и становится действительною, отдельною ипостасью, тогда как в первый момент своего бытия, как Λόγος ένδιάθετος, он мыслится более как свойство лишь духовной природы Отца, в силу которого Отец есть существо разумное.

#### Тертуллиан
С наибольшей последовательностью и резкостью это учение о двойственном Слове развито было западным писателем Тертуллианом. Слову внутреннему у него противопоставляется не только Слово произнесённое, как у предшествующих писателей (Татиана, Афиногора, Феофила Антиохийского), но и Сын. С момента лишь произнесения — «рождения» — Слова Бог и Слово вступают между собою в отношение Отца и Сына. Было время, следовательно, когда не было Сына; Троица начинает существовать во всей полноте только с момента сотворения мира. Так как причиной рождения Сына у Тертуллиана представляется желание Бога создать мир, то естественно, что у него выступает и субординационизм, и притом в более резкой форме, чем у его предшественников. Отец, рождая Сына, определил уже и Его отношение к миру, как Бога откровения, и с этою целью в самом уже рождении немного унизил Его; к Сыну, именно, относится все то, что философия признаёт недостойным и немыслимым в Боге, как существе абсолютно простом и высшем всяких мыслимых определений и отношений. Нередко отношение между Отцом и Сыном представляется у Тертуллиана даже как отношение части к целому.

#### Ориген
Та же двойственность направления в раскрытии догмата замечается и у самого видного представителя доникейского периода — Оригена (ум. 254), хотя последний и отрешается от теории различия Слова внутреннего и произнесённого. Примыкая к философскому воззрению неоплатонизма, Ориген мыслит Бога как начало абсолютно простое, как абсолютную энаду (совершеннейшее единство), высшую всяких мыслимых определений. Последние заключаются в Боге лишь потенциально; деятельное их проявление даётся только в Сыне. Отношение между Отцом и Сыном мыслится, следовательно, как отношение энергии потенциальной к энергии актуальной. Однако, Сын не просто лишь деятельность Отца, актуальное обнаружение Его силы, а деятельность ипостазирующаяся. Ориген решительно приписывает Сыну особую Личность. Рождение Сына представляется ему в полном смысле слова присущим актом, совершающимся во внутреннейшей жизни Бога. В силу божественной неизменяемости, этот акт существует в Боге от вечности. Здесь Ориген решительно возвышается над точкою зрения своих предшественников. При данной им постановке учения не остаётся уже никакого места для мысли, чтобы Λόγος ένδιάθετος не был когда-нибудь вместе с тем Λόγος προφορικος. Тем не менее эта победа над теорией двойственного Слова не была ещё решительною и полною: та логическая связь между рождением Сына и бытием мира, на которой держалась данная теория, не была окончательно порвана и у Оригена. В силу той же самой божественной неизменяемости, по которой Ориген признаёт рождение Сына вечным актом, он считает столь же вечным и творение мира и оба акта поставляет в столь тесную связь, что даже смешивает их между собою и в первом их моменте сливает до неразличимости. Творческие мысли Отца представляются не только содержащимися в Сыне — Логосе, но и отождествляются с самою Его ипостасью, как составные части одного целого, и Сын Божий рассматривается как идеальный мир. Силою, производящею тот и другой акт, представляется при этом вседовлеющая воля Отца; Сын оказывается только посредником, через которого становится возможным переход от абсолютного единства Бога ко множеству и разнообразию мира. В абсолютном смысле Богом Ориген признаёт только Отца; только Он — ό Θεός, αληθινός Θεός или Αυτόθεος, Сын же есть лишь просто Θεός, δεύτερος Θεός, Бог только по причастию к Божеству Отца подобно другим θεοί, хотя, как первый обожествившийся, и превосходит последних в безмерной степени своею славою. Таким образом, из сферы абсолютного Божества Сын низводился Оригеном в одну категорию с сотворёнными существами.

#### Монархианизм
С полною ясностью выступает противоположность указанных двух направлений, если мы возьмём их в одностороннем развитии с одной стороны в монархианстве, с другой — в арианстве. Для монархианства, стремившегося довести до рассудочной ясности представление об отношении троичности к единству в Божестве, церковное учение представлялось скрывающим в себе противоречие. Экономия, — догмат о Божестве Христа — по этому воззрению, была отрицанием монархии, — догмата о единстве Божества. Чтобы спасти монархию, не отрицая безусловно и экономии, представлялось два возможных пути: или отрицание личностного различия Христа от Отца, или отрицание Его Божества. Сказать ли, что Христос не есть Бог, или наоборот, что Он-то и есть именно Сам единый Бог, — в обоих случаях монархия остаётся не нарушенной. По различию этих двух способов решения вопроса, монархиан делят на два класса: модалистов и динамистов.

#### Монархианизм модалистический и патрипассианство
Монархианизм модалистический в подготовительной своей стадии нашёл выражение в патрипассианстве Праксея и Ноэта. По их воззрению, Отец и Сын различны только secundum modum. Единый Бог, поскольку мыслится невидимым, нерожденным, есть Бог-Отец, а поскольку мыслится видимым, рождённым, есть Бог-Сын. Основанием такой модификации является воля Самого Бога. В модусе нерожденного Отца Бог является до своего вочеловечения; в акте воплощения Он вступает в модус Сына, и в этом модусе пострадал (Pater passus est: отсюда самое название данной фракции модалистов патрипассианами). Своё завершение модалистический монархианизм находит в системе Савеллия, который впервые ввёл в круг своего созерцания и третью ипостась Троицы. По учению Савеллия, Бог есть чуждая всяких различий монада, простирающаяся затем вовне в триаду. Смотря по требованию мироправления, Бог принимает на Себя то или другое лицо (πρόσωπον (лат. «persona») — маску) и ведёт соответствующий разговор. Пребывающий в абсолютной самостоятельности, как монада, Бог, исходя из Себя и начиная действовать, становится Логосом, который есть не что иное, как принцип, лежащий в основе дальнейших форм откровения Бога как Отца, Сына и Святого Духа. Как Отец, Бог открывал Себя в Ветхом Завете; в Новом Завете Он принял на Себя лицо Сына; третья, наконец, форма откровения в лице Святого Духа наступает с момента сошествия Святого Духа на апостолов. Каждая роль кончается по миновании в ней нужды. Когда, поэтому, цель откровения в лице Святого Духа будет достигнута, прекратит своё существование и этот модус, и последует «сокращение» Логоса в прежнюю монаду, то есть возвращение последней к первоначальному молчанию и единству, равносильному полному прекращению бытия мира.

#### Монархианизм динамический
Совершенно обратным путём пытался согласить монархию в Боге с учением о Божестве Христа монархианизм динамический, представителями коего были Феодот Кожевник, Феодот Банкир, Артемон и Павел Самосатский, у которого эта форма монархиализма получила высшее своё развитие. Чтобы спасти монархию, динамисты прямо жертвовали Божеством Христа. Христос был простой человек, и, как таковой, если и существовал до своего явления в мир, то лишь в божественном предопределении. О воплощении в Нём Божества не может быть и речи. В Нём действовала та же самая божественная сила (δύναμις), которая раньше действовала в пророках; только в Нём она была в несравненно более полной мере. Впрочем, по Феодоту Младшему, Христос даже и не высшее явление истории, ибо выше Его стоит Мелхиседек, как посредник не Бога и человеков, а Бога и ангелов. В этом виде монархианизм не оставлял места уже и Троице откровения, разрешая троичность в неопределённую множественность. Павел Самосатский комбинировал это воззрение с понятием о Логосе. Логос, однако, у Павла есть не что иное, как известная лишь сторона в Боге. Он является в Боге приблизительно тем же, чем является слово человеческое (понимаемое как разумное начало) в духе человека. О субстанциальном пребывании Логоса во Христе не может быть, следовательно, и речи. Между Логосом и человеком Иисусом могло лишь установиться отношение соприкосновения, соединения по знанию, по хотению и действию. Логос мыслится, следовательно, лишь как принцип воздействия Бога на человека Иисуса, под каковым совершается то нравственное развитие последнего, которое делает возможным применение к нему божественных предикатов [В этой форме монархианизма можно усматривать большое сходство с новейшими теориями германского богословия. Пользующаяся широким распространением теория Ричля в существе ничем не отличается от воззрений Павла Самосатского; богословы ричлианской школы идут даже дальше динамистов, когда отрицают и факт рождения Христа от Девы, признававшийся этими последними.

### Формулирование символов веры

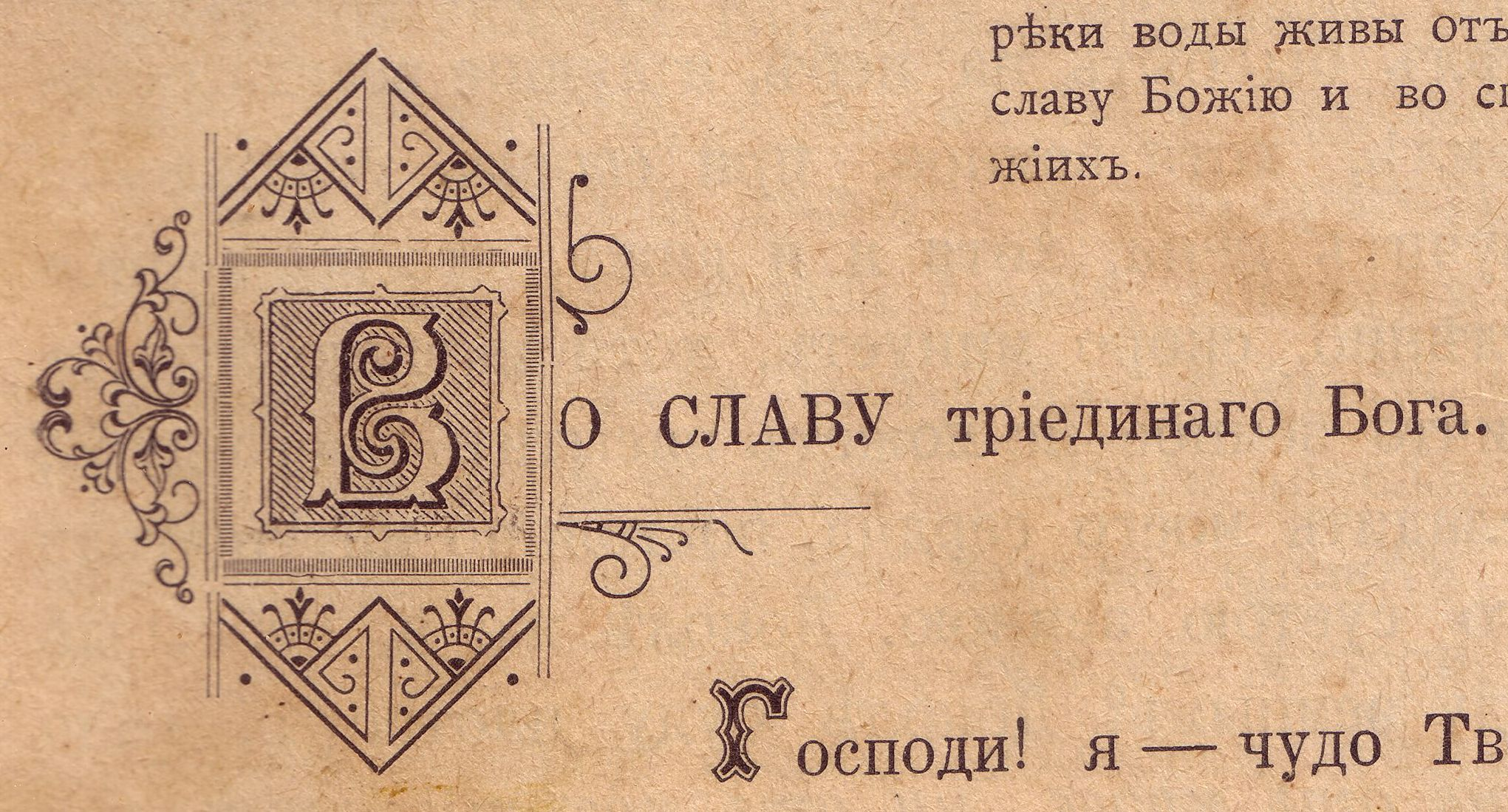
«Во славу триединаго Бога». Иоанн Кронштадтский, 1905 год

Арианство до известной степени было продолжением и повторением динамического монархианизма, хотя и явилось как противоположность ему. Оно переносило лишь воззрение монархиан на Христа, как оно развито было в системе Павла Самосатского, непосредственно на Сына, как вторую ипостась. Если динамисты пытались спасти монархию отрицанием Божества Искупителя, то ариане достигали той же цели через отрицание Божества Логоса. В полную противоположность монархианизму, Арий решительнейшим образом присваивал Логосу личное бытие, признавал Его ипостасью, отличною от Отца. Это побуждало Ария точнее указать внутреннее отличие обеих ипостасей. Отец и Сын различаются как существа, из коих первое имеет основу, начало своего бытия в самом себе, а второе имеет эту основу в другом. Смешивая понятия начала, как принципа или причины, и начала, как исходного пункта бытия, Арий пришёл к отрицанию безначальности Сына. Правда, Сын рождён прежде всякого времени; но до своего рождения Он все же не существовал. Нельзя сказать, чтобы Он, прежде чем родился, существовал в существе Отца, ибо в таком случае он существовал бы или как часть в целом, сливаясь до неразличимости с Отцом, или же, сохраняя различие, оказывался бы существующим уже до своего рождения. В том и другом случае вносилось бы понятие сложности и делимости в простое существо Божие. Таким образом, Сын не совечен Отцу; можно сказать, что «было некогда, когда Его не было». При таком воззрения Арий естественно предпочитал заменять употреблявшееся обычно выражение «рождение из существа», как имеющее, по его мнению, эманационный характер и ведущее к признанно некоторой материальности и делимости в Боге, выражением «сотворён по воле». Таким образом, арианство ставило Сына, как ипостась, решительно вне области божественного бытия: Сын стоит в таком же отношении к Богу, в каком и всякое другое творение. Он Бог только по благодати. Божественное существо представлялось арианству всецело замкнутым в ипостаси Отца, отличительным признаком которого полагалась «нерождённость»; Сын, как не обладающий этим свойством, мыслился как совершенно не подобный Отцу. Далее, поскольку всякое творение подлежит изменению, и Логос оказывался по нравственной своей стороне не неизменяемым. Если Он остаётся тем, чем сотворён, то по своему свободному решению. И если Бог в самом рождении уже дал Ему славу, то дал её всё же как награду за свободно-нравственный подвиг, который Он имел впоследствии совершить на земле. На вопрос о цели приведения в бытие такого существа ариане отвечали дуалистическим противоположением Бога и материи. Бог создаёт Сына, как необходимого посредника для приведения в бытие мира, который не мог бы вынести непосредственного воздействия Самого Творца. Этот крайний субординационизм проводился ещё далее в отношении к третьей ипостаси. Святой Дух является лишь дальнейшим звеном в ряду посредств между Богом и миром, стоящим в таком же отношении к Сыну, в каком Сам Сын находится к Отцу. — В противоположность двум указанным направлениям и должно было совершиться надлежащее раскрытие церковного учения о Троице. Монархианизм, утверждая момент имманентности Логоса, приводил к пантеизму и уничтожал специфическую особенность бытия Бога во Христе; арианизм, утверждая момент ипостасности Логоса, приводил к деизму, признавая Сына низшим служебным орудием творческой силы Бога, который столько возвышен над миром, что прямое Его действие на последний представляется невозможным.
В противоположность первому воззрению, православное богословие должно было утвердить мысль об ипостасности Сына, в противоположность второму — мысль о Его имманентности, непосредственном отношении к Богу. Эту задачу и выполняют отцы никейского и посленикейского периода, главным образом свв. Афанасий Александрийский, Василий Великий и Григорий Назианзин. Арианскому учению, с которым имел ближайшим образом дело Первый Никейский собор, были противопоставлены в его определении три следующих положения. В противоположность мысли, что Сын есть нечто только случайное для Бога, Никейский собор утверждал мысль о рождении Сына «из существа Отца» (hoc est eiusdem cum Patre substantiae); в противоположность мысли, что рождение Сына от Отца предполагает первичность Отца по времени, утверждалась мысль о вечности рождения; наконец, в противоположность мысли о тварном происхождении Сына из ничего и полном Его неподобии Отцу, вытекавшей из арианского воззрения на свойства нерождённости и рождённости, как абсолютные различия Отца и Сына, утверждалась мысль о единосущии Отца с Сыном. Выдвигая на первый план понятие о рождении из существа Отца, никейское определение тем самым ставило на первый план и более точное понятие Сына вместо прежнего недостаточно определённого понятия о Логосе, вследствие чего и мысль об ипостасном (личностном) различии приобрела более твёрдую почву. Если прежде понятие Сына прилагалось к Логосу в том моменте Его существования, когда Он является уже как Λόγος προφορικός, и соединялось более с понятием об исторической личности Искупителя (определённо такое понимание выражено было святителем Ипполитом, ум. в 235 г.), если и арианство употребляло выражение «Сын» в связи с тою мыслью, что Логос нуждается ещё в человеческой форме явления, чтобы стать Сыном Божиим, то у никейских отцов Логос, как таковой, независимо от Его исторического явления, твёрдо был определён как Сын. Это впервые дало твёрдую почву для учения о Троице в собственном смысле слова, о Троице имманентной. Теперь должно было развиться учение о значении ипостасей для бытия Бога Самого по Себе, независимо от отношений к внешнему миру.
Начало этому учению дано было уже святителем Афанасием Александрийским. У него определённо уже высказывается мысль, что Отец, как «Родитель своего Образа, видя Себя в Нём, радуется о Нём». Этим принципиально обосновывается и учение о вечном рождении Сына: раз Сын так внутренне необходим для Отца, что без Него Отец не видел бы Себя и не радовался бы, то немыслим уже абсолютно никакой момент, в который Отец мог бы существовать без Сына. Отец без сына не был бы и Отцом; Сын, следов., должен быть столь же вечен, как и Отец. Заменяя прежнее понятие Логоса понятием Сына, решительнее выражавшим мысль об особой ипостаси (личности), церковное богословие должно было точнее определить и самое понятие об ипостаси (см.). Защитники никейского определения понимали отношение ούσια и ύπόστασις в смысле отношения общего к частному: ούσια, общее, в ύπόστασις приходит к индивидуальной форме существования. Это определение оказывалось недостаточным. Так как общее мыслится ранее частного, то при слишком реалистическом понимании его легко можно было прийти к тетрадизму: общее, ούσια, могло мыслиться существующим подле отдельных ипостасей, как позднейших его, так сказать, формаций (наподобие, напр., отношения куска меди к сделанным из него монетам).
На такую именно точку зрения становились Павел Самосатский и крайние ариане в своей полемике с православными по вопросу об όμούσιος. С другой стороны, общее могло быть рассматриваемо как абстрактное единство существа, реально распределённого между многими субъектами; отношение существа к ипостасям могло мыслиться как отношение рода к отдельным экземплярам, из которых он составляется (по аналогии, напр., отношения отдельных человеческих личностей к существу человека). В результате являлось бы общее понятие Бога, существующего в действительности в трёх отдельных ипостасях: получался бы, следовательно, тритеизм. В противоположность этим двум воззрениям, отношение ипостасей к существу нужно было определить таким образом, чтобы ипостаси образовали конкретное, нумерическое единство существа; следовательно, и самые отличия ипостасей, коими различаются они друг от друга, должны принадлежать, в свою очередь, к существу единого Бога. Существо, как предметная реальность, в каждой ипостаси должно быть дано всецелым: оно может лишь существовать — или, что то же, относиться к себе — различным образом. Ипостаси в Боге, следовательно, могут быть ничем иным, как только τρόποι ύπάρξεως — образами существования Бога. Образ существования Бога как Отца выражается в понятии нерождённости; как Сына — в понятии рождения Его от Отца, как Святого Духа — в понятии исхождения Его от Отца. Оба момента — единства и различия — даны уже в самом понятии όμούσιος, которым было определено отношение второй ипостаси к Богу-Отцу: в этом понятии, с одной стороны, давалась мысль не только о равносущии, но и о единосущии, не только мысль о тождестве, единстве существенных определений, но и о тождестве, единстве самого существа; с другой стороны давалось указание и на действительное различие, поскольку όμούσιος не есть ταυτούσιος. Единосущным можно быть только кому-нибудь другому, а не самому себе. Таким образом, όμούσιος решительно устраняло мысль о савеллианском отождествлении Отца и Сына: Сын не может быть тождествен с Отцом, потому что в таком случае Он не был бы единосущен Отцу.
Учение о Святом Духе, слабо затронутое в доникейский период, приобретало теперь и для себя твёрдую основу в раскрытии учения об ипостаси Сына. Раз твёрдо установлено было это последнее, оно должно было последовательно найти себе применение и в отношении к третьей ипостаси. Подобно тому, как субординационизм, проводимый в отношении к Сыну, последовательно приводил к субординационистическому представлению и относительно Святого Духа, или отрицание ипостасности Сына с логическою необходимостью приводило к динамистическому учению о Святом Духе, так точно из признания единосущия Сына с Отцом вытекало с необходимостью признание единосущия и Святого Духа. Естественно, поэтому, что выработанная применительно к учению о Божестве Сына тринитарная схема была прямо применена и к учению о Святом Духе, нашедшему своё символическое выражение в вероопределении Второго Вселенского Собора 381 года.
Только Второй Вселенский Собор официально признал существование Третьей Ипостаси Бога (восьмой член символа веры).
Существенные стороны догмата раскрыты были, таким образом, с удовлетворительною полнотою и выражены в точных формулах, как неизменных границах, в которых должно было держаться все последующее развитие богословской мысли. Предстояло лишь определённее раскрыть, каким образом понятие о Боге должно приводить к признанию троичности, и какое значение имеют ипостаси для самого понятия о Боге. Эту задачу, которой восточное богословие, в лице главным образом Иоанна Дамаскина, коснулось лишь отчасти, пытался выполнить Запад в лице блаженного Августина. Для разработки этого догмата христианским богословам понадобилось почти четыре века.

### Августин и Иоанн Дамаскин

Scutum Fidei (Щит веры) — средневековый символ Троицы

Августин пытался сделать понятной для человеческого разума тайну троичности по аналогии с человеческим духом. Употреблявшиеся обычно у восточных богословов физические аналогии солнца — луча — света, источника — ключа — потока, огня — света — теплоты и др., по мнению Августина, не имеют никакого значения в смысле доказательства необходимости троичного раскрытия божественной жизни. Только человек, который есть образ Божий, может дать подходящую к этому аналогию, и именно по той своей стороне, по которой он является причастником божественного существа, то есть по духовной своей природе. Рассматриваемый как любовь, дух предполагает, во-первых — любящего, во-вторых — предмет любви, в третьих — саму любовь. Августин и сам, однако, замечает недостаточность этой аналогии и находит другую более близкую в факте человеческого самосознания. Моментами этого последнего, по Августину, являются: mens ipsa, notitia mentis и voluntas, или иначе ещё: memoria, intelligentia и charitas. Memoria — это самосознание в самом себе, intelligentia — мышление, в котором дух себя объективирует, voluntas или charitas — способность или сила любви, объединяющая первые два момента. Эти три силы в человеке существуют нераздельно, ибо нельзя представить момента, чтобы когда-либо дух не сознавал себя или не любил, или чтобы он любил себя, не сознавая себя. Представляя эту аналогию, Августин сознавал, однако, и её недостаточность, поскольку по ней ипостаси могут быть представляемы простыми лишь свойствами в Боге, тогда как, по Августину, каждая ипостась, во-первых; обладает всеми этими свойствами в совокупности (Отец, напр., есть в такой же мере Sapientia, как и Сын и в такой же мере Сharitas, как и Святой Дух), и, во-вторых, каждая существует самостоятельно. Вот почему свою попытку уяснить психологическим путём тайну троичности в Боге Августин кончает указанием на несоответствие образа и вещи, им изображаемой. Слабая сторона августиновской аналогии заключалась в том, что она приводила к представлению об исхождении Святого Духа от Отца и Сына, которое и было затем решительно выражено западными средневековыми богословами. Блаженный Августин завершил раскрытие учения о Троице на Западе; позже была только дана точнейшая сжатая формулировка догмата в так называемом символе Афанасия (явившемся не ранее половины V века).
В восточном богословии завершительное слово принадлежало Иоанну Дамаскину, который пытался уяснить понятие о единстве существа при троичности лиц в Боге и показать взаимную обусловленность бытия ипостасей, учением о περιχώρησις — взаимопроникновении ипостасей. Богословие средневековой схоластики всю свою задачу в отношении догмата Т. полагала лишь в том, чтобы указать точные границы допустимых выражений и оборотов речи, преступать которые нельзя, не впадая уже в ту или другую ересь. Оторвав догмат от его естественной почвы — от христологии, оно способствовало тому, что он потерял для религиозного сознания верующих свой живой интерес. Этот интерес пробуждён был вновь лишь германской новейшей философией, в особенности Гегелем. Но эта же самая философия как нельзя лучше показала, во что может обратиться христианское учение о троичном Боге, раз его отрывают от той почвы, на которой оно выросло, и пытаются вывести из одних лишь общих понятий разума. Вместо Сына Божия в библейском смысле у Гегеля является мир, в котором осуществляется божественная жизнь, вместо Святого Духа — абсолютная философия, в которой Бог приходит к Самому Себе. Троичность из сферы бытия божественного здесь переносилась в область исключительного человеческого духа, и в результате являлось решительное отрицание Троицы.

## Разногласия по поводу догмата Троицы в христианстве

### Разногласия между восточным и западным христианством

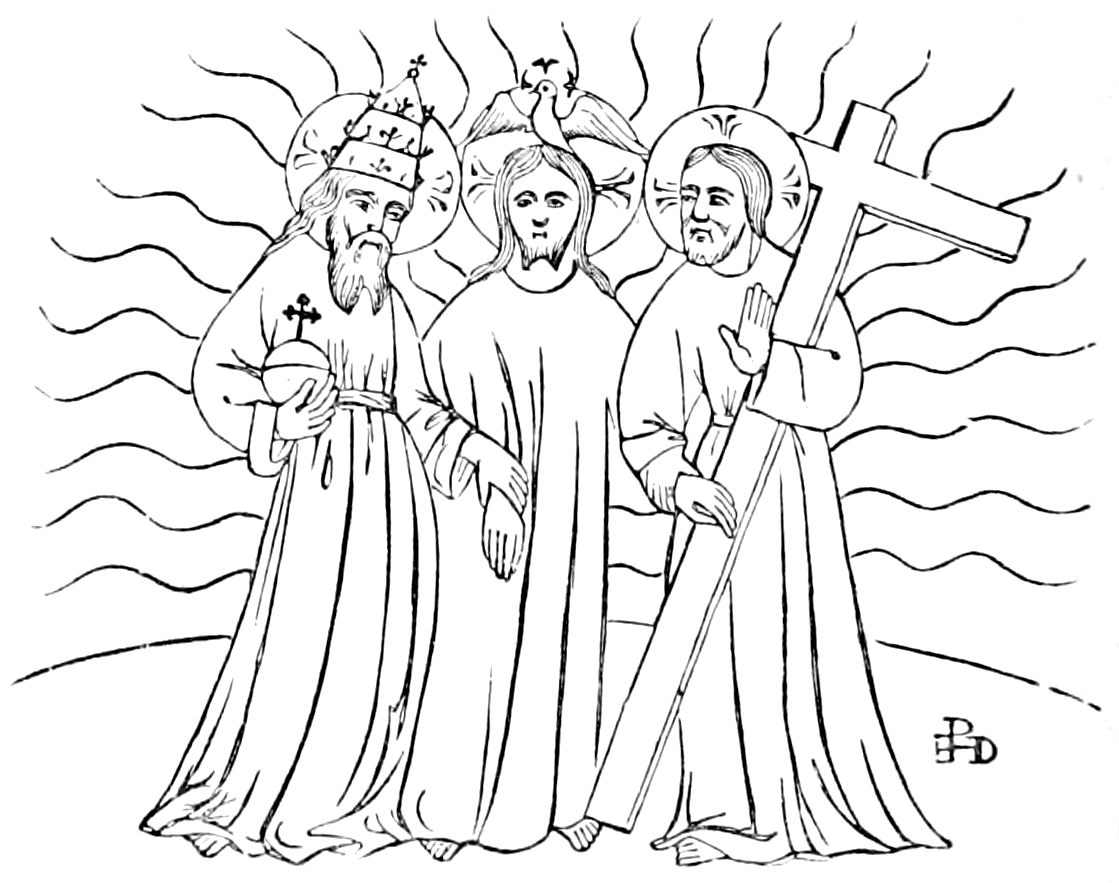
Иллюстрация Троицы в рецензии на книгу Iconographie Chretienne: Histoire de Dieu в: «Notices of New Publications: Iconographie Chretienne» в: Archaeological Journal, Volume 1

Основные разногласия между восточным и западным христианством лежат в формулировке Символа веры. Восточное христианство рассматривает источником Святого Духа лишь Бога-Отца, в то время как западное христианство в большинстве церквей рассматривает Святой Дух, как исходящий от Бога-Отца и от Бога-Сына, как от одного источника (Филиокве).
Для греко-византийской богословской традиции добавление «от Сына» является унижением сущности Святого Духа, как равноправной Божественной сущности в Троице.
Для западного тринитарного христианства непризнание Сына источником Святого Духа является онтологической бессмыслицей.
Первым, кто подверг «Филиокве» критике на богословском уровне, был патриарх Фотий Константинопольский. Основные его критические замечания по этому вопросу выражены в «Окружном послании» 867 г. и в сочинении «Тайноводство о исхождении Духа Святого».
На Большом Свято-Софийском соборе было осуждено внесение всякой добавки в Символ веры (не говорится о «Филиокве», но именно о ней идёт речь). Папа Иоанн VIII признал решения собора, хотя, может быть, и придерживался положений папы Льва III.
Вопреки многочисленным взаимным обвинениям в ереси формально эти разногласия никогда не объявлялись ересью. Каноны лишь требуют при переходе из католичества в православие или наоборот произнести соответствующий Символ веры.
Среди большинства католиков, православных, лютеран, англикан вопрос о догмате Троицы никогда не был таким камнем преткновения, как например, догмат о папской непогрешимости. Зато в кругах теологов этот вопрос самый принципиальный.
Различные теологи рассматривают усилия пятидесятнических тринитарных церквей, таких как Ассамблея Божия, где учение о Троице ставится во главу угла, как попытку возвращения в западное христианство первоначального учения Каппадокийских отцов.

### Явления
В истории Русской православной церкви известно только одно явление Троицы — в 1508 году Александру Свирскому.

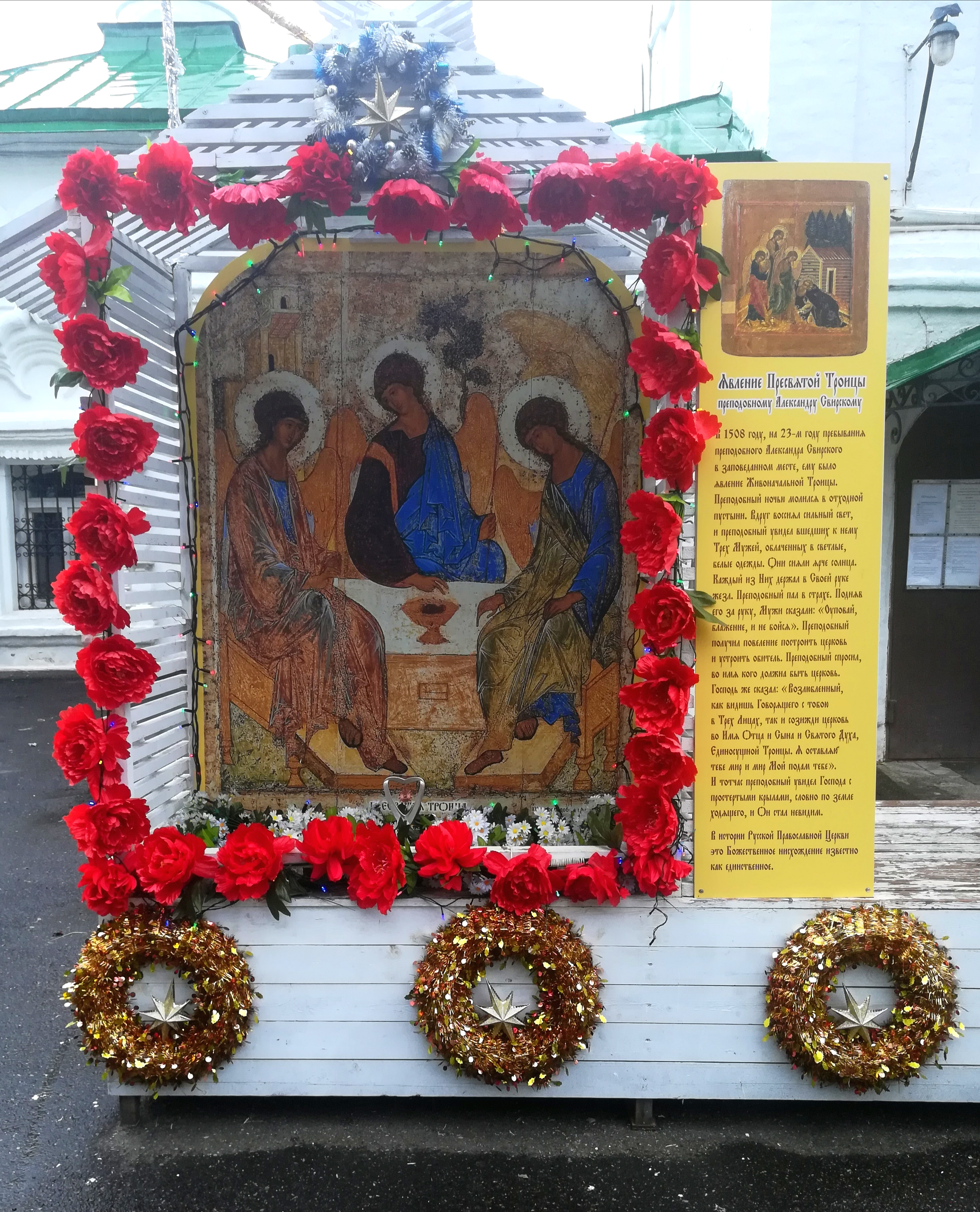
Икона «Троица» с рассказом о явлении. Владимир. Спасская церковь
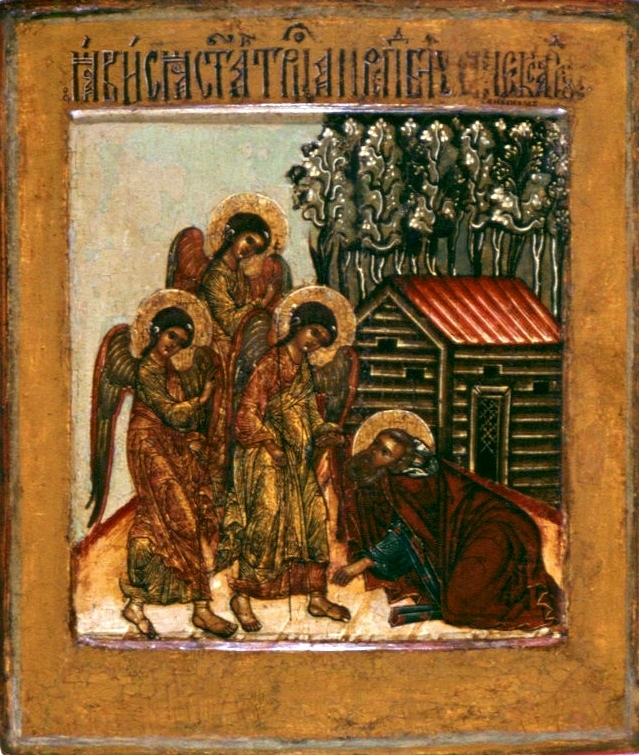
Явление Пресвятой Троицы преподобному Александру Свирскому

## Иконография
Православная церковь допускает только символическое изображение невидимой и непостижимой Троицы. Общепризнанной в православии русской традиции иконой Троицы служит образ Троицы Ветхозаветной («Гостеприимство Авраама») иконописца Андрея Рублёва. В основу композиции иконы положен ветхозаветный сюжет, изложенный в XVIII главе Бытия.

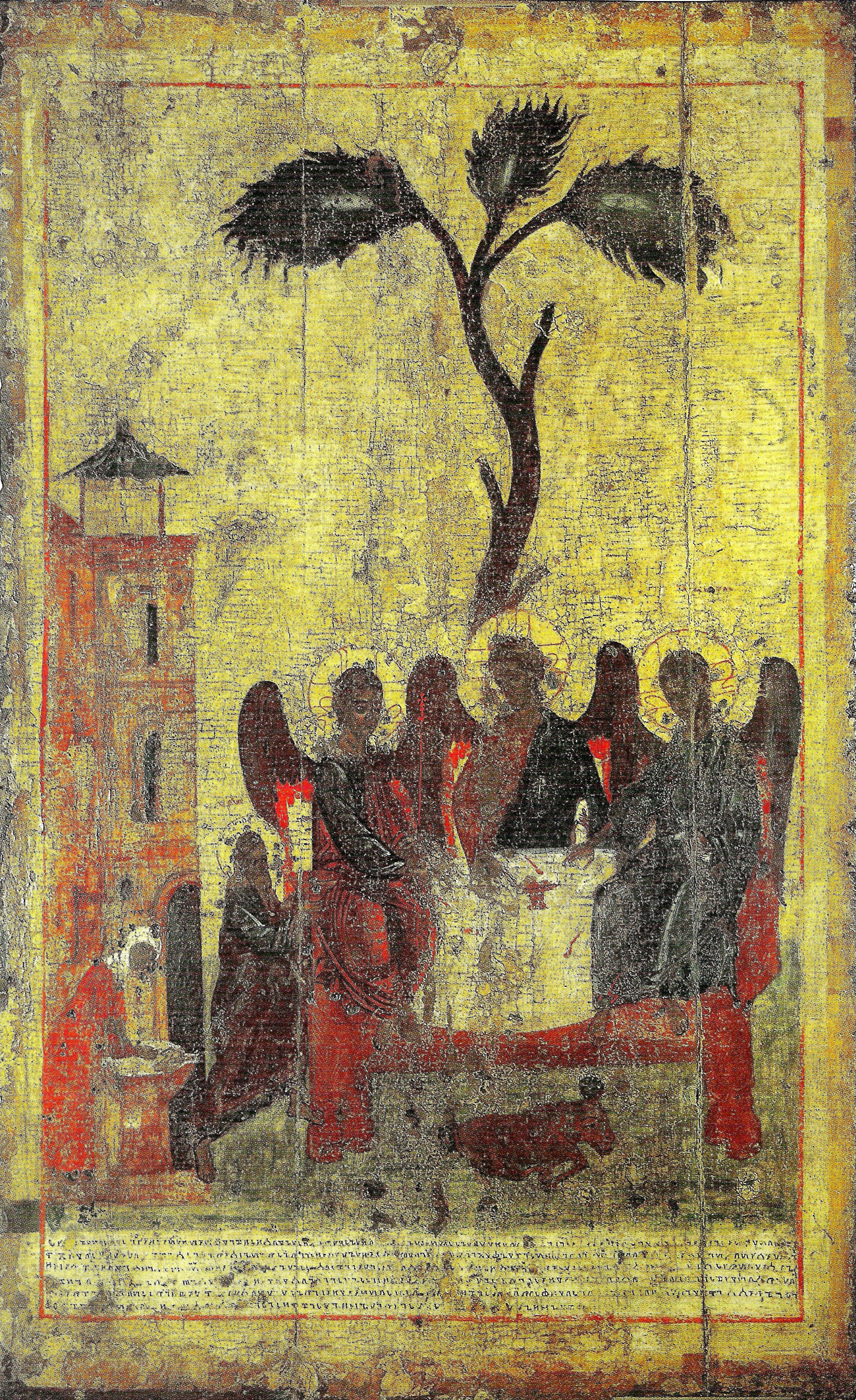
Ветхозаветная Троица: «Зырянская Троица» XIV века, согласно преданию, написанная святителем Стефаном Пермским
Новозаветная Троица: константинопольская икона, около 1450
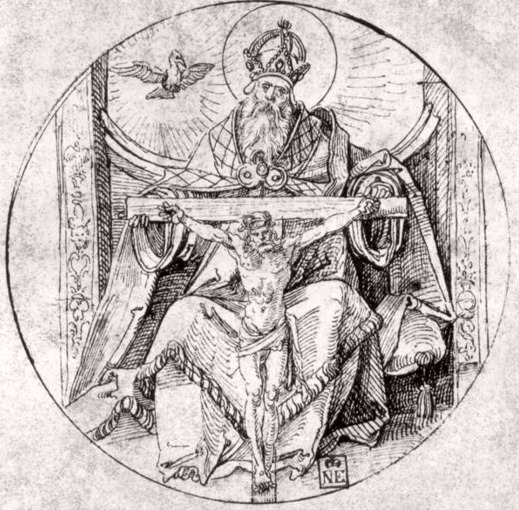
Троица, Ханс Зюс фон Кульбах, 1514, Музей изобразительных искусств (Будапешт)
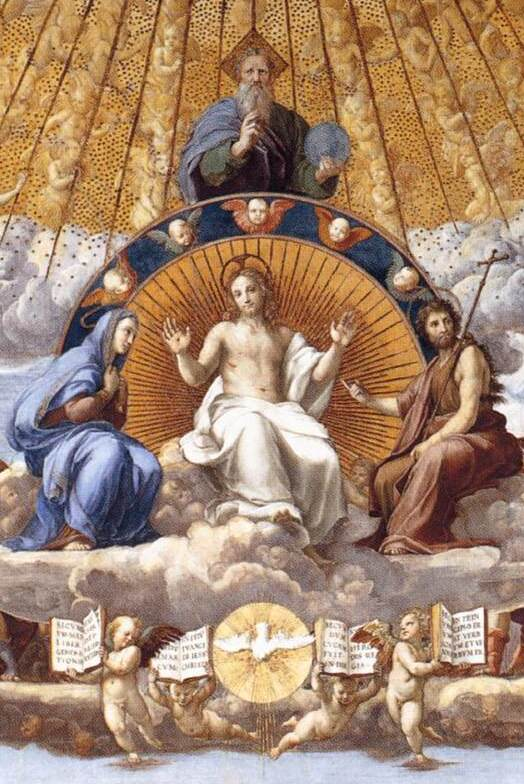
Фрагмент Диспуты, фрески Рафаэля Санти, 1509—1510